# Правосудие волков
«Правосудие волков» — российский художественный фильм 2009 года режиссёра Владимира Фатьянова, экранизация романа Владимира Кунина «Мика и Альфред».
Мировая премьера фильма состоялась 6 февраля 2009 года в Берлине, премьера в России — 21 октября 2010 года.

## Сюжет
Действие фильма происходит в Ленинграде, эвакуационной Алма-Ате, в Мюнхене и на острове в Индийском океане. Счастливый паренёк Мика Поляков живёт в большой квартире отца-кинорежиссёра. Внезапно, получив сильнейшее сотрясение мозга, он обнаруживает в себе способности находить спрятанные вещи и убивать одним только взглядом.

## В ролях
- Майкл Йорк — Михаил Сергеевич Поляков, Мика (озвучил Борис Плотников)
- Даниил Страхов — Мика в молодости / Альфред
- Степан Шебуняев — Мика-подросток
- Константин Дзямко — Мика-школьник
- Юрий Беляев — Сергей Аркадьевич, отец Мики
- Мария Шукшина — Ирина, мама Мики[4]
- Богуслав Линда — Пётр Алексеевич, начальник УГРО (озвучил Владимир Антоник)
- Антон Макарский — Лаврик
- Наталья Аринбасарова — тётя Кульпан
- Сергей Степанченко — Ольшевский, сценарист
- Игорь Лифанов — следователь УГРО
- Екатерина Редникова — Лида, певица
- Сента Аут — Хайди
- Марк Рудинштейн — врач в больнице Эрисмана
- Владимир Долинский — Лева Тауб
- Полина Долинская — Светка—молдаванка
- Анжелина Карелина — Лилька
- Анна Снаткина — подруга Альфреда
- Наталья Латышева — Миля, домработница
- Андрей Островский — Юра Коптев
- Анатолий Отраднов — 1-й обкуренный в воронке
- Николай Козак — старший сержант в поезде
- Владимир Толоконников — Николай Трофимович, безногий инвалид
- Ментай Утепбергенов — Жантурин (нет в титрах)

## Съёмочная группа
- Режиссёр: Владимир Фатьянов
- Сценарий: Владимир Фатьянов
- Оператор: Мария Соловьёва
- Композитор: Игорь Корнелюк[3]
- Художники: Юрий Осипенко, Олег Смаровский, Екатерина Залетаева
- Продюсеры: Александр Гуняев, Сергей Пилинский, Марек Шпендовский

Для этого фильма поэт-песенник Регина Лисиц написала песни в псевдоблатном стиле («Держите вора» и «Мне бы рюмочку…»), которые предназначались для героя Антона Макарского Лаврика, но не вошли в окончательную версию фильма.